# Nyctaegeria
Nyctaegeria é um gênero de traça pertencente à família Brachodidae.